# 尾苞紫云菜
尾苞紫云菜（学名：Strobilanthes mucronato-producta）是爵床科紫云菜属的植物。分布于越南北部以及中国大陆的云南、广西等地，生长于海拔350米的地区，多生于山坡林下，目前尚未由人工引种栽培。

## 别名
尾苞马蓝（广西）